# 킬러들의 쇼핑몰
《킬러들의 쇼핑몰》(영어: A Shop for Killers)은 2024년 1월 17일부터 2024년 2월 7일까지 방송 예정인 디즈니+ 오리지널 드라마다.

## 줄거리
삼촌 ‘진만’이 남긴 위험한 유산으로 인해 수상한 킬러들의 표적이 된 조카 ‘지안’의 생존기를 다룬 스타일리시 뉴웨이브 액션

## 제작진

### 제작
- 유정훈

### 제작사
- 메리크리스마스

### 연출
- 이권 : ( 영화 《도어락》(감독), OCN 수목 미니시리즈 《구해줘 2》(연출) 등 연출 )
- 노규엽

### 극본
- 이권 : ( 영화 《도어락》(감독), OCN 수목 미니시리즈 《구해줘 2》(연출) 등 연출 )
- 지효진

## 등장 인물

### 주요 인물
- 이동욱 : 정진만 역
- 김혜준 : 정지안 역 (아역 : 안세빈, 조시연)
- 서현우 : 이성조 역
- 조한선 : 베일 역
- 박지빈 : 배정민 역 (아역 : 김예겸)
- 금해나 : 소민혜 역
- 이태영 : 브라더 역
- 김민 : 파신 끄라덱 역

### 주변 인물
- 김준배 : 김 선생 역
- 던밀스 : 쿠마 역
- 박정우 : 혼다 역
- 김윤성 : 박 경장 역[1]
- 강희세, 강희제 : 쌍둥이 역
- 김용석 : 검은 사내 역
- 안길강 : 이용한 역
- 정이헌 : 준철 역

### 특별출연
- 차미경 : 지안 할머니 역
- 김한종 : 택시기사 역
- 조지안 : 준면 역

## 수상 목록
- 2024년 제3회 청룡 시리즈 어워즈 여우 조연상 (금해나)

## 참고사항
1. ↑  특별출연